# رافائل کاسال
رافائل سانتیاگو کاسال (متولد ۸ اوت ۱۹۸۵) نویسنده، رپر، بازیگر، تهیه‌کننده، کارگردان و مجری برنامه‌ای آمریکایی است و اصالتاً اهل منطقه خلیج سانفرانسیسکو است. او در اینترنت به عنوان تولیدکننده موسیقی، نویسنده شعر، تولیدکننده ویدیوهای کوتاه اینترنتی و مفسر سیاسی فعالیت می‌کند.

## اوایل زندگی
کاسال در برکلی و اوکلند بزرگ شد. او پس از دو سال درس خواندن از دبیرستان برکلی اخراج شد و مدرک خود را از طریق یک پروژه تحصیلی مستقل جایگزین کسب کرد. کاسال در مقطع کارشناسی در دانشگاه ویسکانسین، مدیسون تحصیل کرد. او از سوی پدرش اسپانیایی و کوبایی و از سوی مادرش ایرلندی است.

## حرفه

### شعر
وقتی ۱۸ ساله بود، کاسال در ۳ فصل سریال دف پوئتری جم از اچ بی او ظاهر شد. او با تور، اجرا و تدریس در سراسر کشور به سخنرانی‌های جوان پسندانه مشغول بود. او دو بار قهرمان جشنواره شعر صدای شجاع جدید شد. کاسال سه سال را صرف خدمت به عنوان مدیر خلاق دانشگاه ویسکانسین-مدیسون اولین موج و انجمن آموزش هنرهای هیپ هاپ کرد و در عین حال توانست مدرک خود را با تحصیل شبانه اخذ کند.

### موسیقی
در ژوئیه ۲۰۱۰، کاسال فیلمی را با دیوید دیگز به عنوان گروه گت بک پروداکشنز منتشر کرد. کاسال همچنین چندین میکس تیپ انفرادی را به صورت آنلاین منتشر کرده‌است

### تئاتر
کاسال کارگاه بارس را در تئاتر عمومی نیویورک با دیوید دیگز به عنوان «مکانی برای هنرمندان برای بررسی و تفسیر و توسعه هنر خود در تقاطع شعر و تئاتر معاصر» تأسیس کرد. این پروژه هم‌اکنون در فصل پنجم خود می‌باشد.

### سینما و تلویزیون
در سال ۲۰۱۸، کاسال و بهترین دوستش دیوید دیگز فیلم خود را با نام نقطه کور منتشر کردند. این زوج فیلم را نوشتند، تهیه کردند و در آن بازی کردند. در این فیلم، آنها از شعر برای بیان داستان شهر اوکلند، کالیفرنیا استفاده می‌کند. کاسال همچنین در نقش‌های مکمل در آموزش بد، پرنده ارباب خوب و دومین احیای بازی آیا از تاریکی هراس دارید؟ بازی کرده‌است.
در سال ۲۰۲۰، تأیید شد که فیلم نقطه کور از یک سریال کمدی-درام با همین نام اقتباس خواهد شد، و کازال به عنوان نویسنده، کارگردان، تهیه‌کننده اجرایی، و مجری برنامه و همچنین در نقش مایلز بازی خواهد کرد. این سریال توسط لاینزگیت تله ویژن انتخاب شد و اولین نمایش جهانی آن در جشنواره فیلم ترایبکا در ۱۱ ژوئن ۲۰۲۱ بود. در ۱۳ ژوئن ۲۰۲۱ در استارز برای پخش در دسترس قرار گرفت. در اکتبر ۲۰۲۱، اعلام شد که استارز این سریال را برای فصل دوم خود تمدید کرده‌است. فصل دوم این سریال در مارس ۲۰۲۳ نمایش داده شد و در ۱۴ آوریل ۲۰۲۳ توسط استارز پخش شد پخش نقطه کور توسط استارز در سپتامبر ۲۰۲۳ لغو شد.
کاسال در نقش اکس-۵/برد ولف در فصل دوم سریال لوکی در دنیای سینمایی مارول که در اکتبر ۲۰۲۳ پخش شد، بازی کرد.

## فیلم‌شناسی
| سال  | عنوان                      | نقش                     | یادداشت                                     |
| ---- | -------------------------- | ----------------------- | ------------------------------------------- |
| ۲۰۰۸ | جدایی                      | پسر                     | کوتاه؛ همچنین نویسنده                       |
| ۲۰۱۰ | کمانه در معکوس             | دیلن کلبولد             | کوتاه                                       |
| ۲۰۱۴ | تیم میهمان                 | کال                     | سری وب؛ همچنین خالق، تهیه‌کننده، کارگردان    |
| ۲۰۱۴ | موسیقی مالی: زیبا          |                         | تهیه‌کننده؛ فیلم تلویزیونی                   |
| ۲۰۱۸ | نقطه کور                   | مایلز                   | همچنین تهیه‌کننده، نویسنده                   |
| ۲۰۱۸ | میان‌وعده آخر شب ریچل درچ   | الیوت                   | فصل ۲ قسمت ۷                                |
| ۲۰۱۹ | گچ بری                     | تخت - بازوی تاجگذاری    | کوتاه                                       |
| ۲۰۱۹ | آموزش بد                   | کایل کنتراس             |                                             |
| ۲۰۱۹ | آیا شما از تاریکی می‌ترسید؟ |                         | مینی سریال                                  |
| ۲۰۲۰ | پرنده پروردگار خوب         | ژنرال جان کوک           | مینی سریال                                  |
| ۲۰۲۱ | نقطه کور                   | مایلز                   | همچنین تهیه‌کننده اجرایی، کارگردان و نویسنده |
| ۲۰۲۳ | لوکی                       | شکارچی ایکس-۵ / برد ولف | فصل ۲                                       |
| ۲۰۲۳ | گربه وحشی                  | او.ای. پارکر            | پس تولید                                    |